# Кальво, Гильермо
Ка́льво, Анто́нио Гилье́рмо (англ. Guillermo Antonio Calvo; р. 1941) — американский ученый-экономист аргентинского происхождения, специализирующийся на исследованиях в области макроэкономики, международной экономики и денежно-кредитной политике в развивающихся странах.

## Биография

### Молодые годы и образование
Гильермо Кальво родился в Буэнос-Айресе в семье служащего Центрального банка Аргентины. Молодой экономист пошел по стопам отца и в начале карьеры работал в исследовательском отделе Центрального банка под руководством Хулио Оливеры, будущего автора эффекта Оливера — Танци. В 1965 году Кальво окончил магистратуру Йельского университета и там же в 1974 году защитил докторскую диссертацию. Преподавателями Кальво были будущие лауреаты Нобелевской премии по экономике Тьяллинг Купманс, Джеймс Тобин и Эдмунд Фелпс. Под руководством последнего Кальво защитил диссертацию об оптимальном экономическом росте в модели капитала с учётом различных возрастных групп основных фондов.

### Научная деятельность
В течение профессиональной карьеры Кальво неоднократно работал как в научных учреждениях, так и в ведомствах, занимающихся экономической политикой. Научная карьера Кальво началась в Колумбийском университете в Нью-Йорке сразу после защиты диссертации (1969—1972).
За прошедшие годы он был профессором Университета Пенсильвании (1984, 1986—1990), Чикаго (1981) и Мэриленда (1994—2006), а также несколько раз получал назначения на исследовательскую работу или являлся приглашенным профессором.
Исследовательскую деятельность Кальво принято разделять на два этапа. В первой половине своей жизни он считался теоретиком, а во второй — экономистом с теоретическим уклоном, ориентированным на вопросы политики. Кальво заработал репутацию видного ученого в области современной макроэкономики и экономики развивающихся рынков, в частности, стран Латинской Америки. Выступая на конференции МВФ, организованной в честь Кальво, Андрес Веласко, в то время профессор Гарвардского университета, а затем министр финансов Чили, отметил, что если есть хоть один «человек, который обратил современную экономику в сторону решения проблем стран к югу от реки Рио-Браво, то это Гильермо Кальво».

### Работа в МВФ и Межамериканском банке развития
Вторая часть жизни Кальво связана с экономической практикой. В 1986 году после десятилетия работы в Колумбийском университете, Кальво перешел в Университет Пенсильвании. Однако смена обстановки была недолгой. Яков Френкель, в то время главный экономист МВФ, пригласил перейти к нему на службу, и с 1988 по 1994 годы Кальво трудился в Фонде в качестве старшего советника, выпустив большое число работ по темам валютных курсов, формирующихся рынков и экономик переходного периода. Именно в МВФ Кальво заинтересовался вопросами экономической политики.
В Фонде ему довелось работать с будущими звездами: Карлосом Вегом, Энрике Мендозой, Пабло Гвидотти, Леонардо Лейдерманом и Кармен Рейнхарт. Вместе с Гвидотти он работал над вопросами государственного долга, что вылилось в анализ долларизации финансовых обязательств. С Карлосом Вегом он улучшил модель жестких цен. С Энрике Мендозой Кальво трудился по теме внешней торговли. В соавторстве с Леонардо Лейдерманом и Кармен Рейнхарт группа экономистов пришла к выводу о том, что денежно-кредитная политика в США является драйвером потоков капитала в Латинской Америке. «Они были известны как мальчики и девочки Кальво», — замечает один из его поздних соавторов, Эрнесто Тальви из Брукингского института. Кармен Рейнхарт из Правительственной школы им. Дж. Кеннеди Гарвардского университета считается одной из наиболее выдающихся последователей Кальво.
За предсказание валютного кризиса в Мексике 1994 года газета New York Times окрестила Кальво «пророком финансового страшного суда». Потребовалось несколько десятилетий кризисов, включая азиатский финансовый кризис 1997—1998 годов, чтобы убедить экономистов пользоваться разработками Кальво и его учеников.
В течение длительного периода времени он оказывал важное влияние на дискуссии по вопросам экономической политики, находясь в МВФ (1988—1993), Межамериканском банке развития (2001—2006) или известных университетах. При всем многообразии аналитической работы Кальво лишь один раз занимался официальной экономической политикой на позиции советника министра финансов Аргентины в 1996 году. Однако в этой должности он пробыл всего два месяца.

### Возвращение к научной деятельности
В 2007 году после пяти лет работы главным экономистом Межамериканского банка развития Кальво решил вернуться в Колумбийский университет, где стал директором программы экономической политики. В 2008 году издательство Массачусетского технологического института выпустило сборник эссе, посвященного Гильермо Кальво «Деньги, кризисы и переход к рыночной экономике», в честь его вклада в развитие макроэкономики.

## Достижения в экономической теории
Научная и исследовательская работа Кальво сконцентрирована на трех ключевых темах: критике общепринятых ожиданий от экономической политики, анализе несогласованной во времени политики и сопутствующих ей проблем доверия, а также улучшении моделирования для объяснения таких рыночных феноменов как номинальная жесткость цен.

### Проблема несогласованной во времени денежно-кредитной политики
В 1977 году Эдвард Прескотт и Финн Кюдланд на теоретическом примере раскрыли проблему динамической несогласованности политики, за что в 2004 году получили Нобелевскую премию по экономике. Годом позже Кальво, работая независимо от Прескотта и Кюдланда, показал, что денежные власти принимают непоследовательные решения, действуя по собственному усмотрению, даже несмотря на то, что они имеют те же предпочтения, что и общество. По мнению Кальво, несогласованность во времени и нарастающая потеря доверия не являются серьезной проблемой в развитых экономиках, однако являются критичными для развивающихся экономик. В результате многие страны пошли на ограничение возможностей органов регулирования принимать дискреционные решения, сделав центральные банки более независимыми и перейдя на публичное объявление целевых ориентиров инфляции.

### Номинальная жесткость цены и заработной платы
Другая задача, которая стояла перед Кальво, — проанализировать события, которые не удавалось объяснить при помощи теории общего равновесия. В 1981 году Аргентина, чьи повторяющиеся экономические кризисы регулярно вдохновляли Кальво на исследования, девальвировала песо. Внутренние цены должны были измениться, однако повышения цен не произошло. Разбираясь, почему этого не случилось, Кальво воспользовался моделями своих коллег по Колумбийскому университету Эдмунда Фелпса и Джона Тейлора. Их модели учитывали так называемую жёсткость цен и заработной платы в условиях меняющейся среды. Кальво упростил их таким образом, чтобы учитывать жесткость цен в модели общего равновесия.
Понадобилось время, чтобы написанная в 1983 году работа завоевала признание. К 1990-м годам модель ценообразования Кальво стала «рабочей лошадкой» макроэкономики. Кроме того, Кальво является автором теоретических работ по вопросам загрузки производственных мощностей, иерархических лестниц в организациях, структурной безработицы, международной торговли, реальных процентных ставок и валютных курсов, а также экономики справедливости.

## Известные ученики Гильермо Кальво
- Карлос Вег, профессор международной экономики Университета Джонса Хопкинса;
- Энрике Мендоза, профессор экономики Пенсильванского университета;
- Пабло Гвидотти, профессор экономики Университета Торкуато Ди Телья;
- Леонардо Лейдерман, профессор сравнительной экономики Тель-Авивского университета;
- Кармен Рейнхарт, профессор международной финансовой системы Школы управления им. Джона Ф. Кеннеди Гарвардского университета.

## Интервью Гильермо Кальво
- Роу Дж. Великий теоретик и практик: Джеймс Л. Роу берет интервью у экономиста Гильермо Кальво // Финансы & развитие. — 2007. — Март. — С. 4—7.
- Toward an Economic Theory of Reality: an Interview with Guillermo Calvo // Macroeconomic Dynamics, 2005. — № 9. — pp. 123–145.
- De Pablo J.C. Entrevista a Guillermo Antonio Roberto Calvo (in Spanish). Instituto de Economía y Finanzas. Facultad de Ciencias Económicas, Universidad de Córdoba, 2006.

## Издания
- Сборник эссе, посвященный Гильермо Кальво: Money, crises, and transition: essays in honor of Guillermo A. Calvo. — Cambridge, Mass.: MIT Press, 2008.
- Calvo G. Macroeconomics in times of liquidity crises: searching for economic essentials. — Cambridge, MA: MIT Press, 2016.
- Calvo G. Emerging capital markets in turmoil: bad luck or bad policy. — Cambridge, Mass.: MIT Press, 2005.
- Calvo G. Mexico’s balance-of-payments crisis: a chronicle of death foretold. — Washington, D.C.: Board of Governors of the Federal Reserve System, 1996.
- Calvo G. Money, exchange rates, and output. — Cambridge, Mass.: MIT Press, 1996.

## Наиболее известные научные публикации
- Calvo G. Staggered prices in a utility-maximizing framework // Journal of monetary Economics, 1983. — № 3. — Pp. 383—398. (недоступная ссылка)
- Calvo G., Reinhart C. Fear of floating // The Quarterly Journal of Economics, 2002. — № 2. — Pp. 379—408.
- Calvo G., Leiderman L., Reinhart C. Capital inflows and real exchange rate appreciation in Latin America: the role of external factors // IMF Staff Papers, 1998. — № 1. — Pp. 108—151.
- Calvo G. Capital flows and capital-market crises: the simple economics of sudden stops // Journal of Applied Economics, 1998. — № 1. — Pp. 35—54.
- Calvo G., Mendoza E. Rational contagion and the globalization of securities markets // Journal of international economics, 2000. — № 1. — Pp. 79—113.